# ドルガHNL
プルヴァ・ノゴメトナ・リーガ（クロアチア語: Prva nogometna liga）は、クロアチアの最上位サッカーリーグであるフルヴァツカ・ノゴメトナ・リーガに次ぐカテゴリーである。略称はプルヴァNL、1.NL。
クロアチアがユーゴスラビアから独立した1991年に創設され、1992年に開幕した。
2001-02シーズンから2005-06シーズンの間は北部、南部の2グループに分けられていた。2013-14シーズンからは、12チームになり優勝クラブにはHNLへの自動昇格資格が与えられ、2位クラブにはHNL9位クラブとの入れ替え戦への出場資格が与えられ、11位以下の下位2クラブがドルガNLへ自動降格になった。
2022-23シーズンは前シーズンの16チームから12チームに減少した。

## 2022-23シーズン所属クラブ
- NK BSKビイェロ・ブルド
- HNKツィバリア・ヴィンコヴツィ
- NKドゥブラヴァ・ザグレブ
- NKドゥゴポリェ
- NKフルヴァツキ・ドラゴヴォリャツ
- NKインテル・ザプレシッチ
- NKヤルン・ザグレブ
- NKクストシヤ・ザグレブ
- HNKオリイェント1919
- NKルデシュ
- NKソリン
- HNKヴコヴァル'91

## 歴代優勝クラブ
| シーズン | 地区            | 地区優勝                       | プルヴァHNL昇格クラブ                                          |
| -------- | --------------- | ------------------------------ | -------------------------------------------------------------- |
| 1992     | 北部 (6チーム)  | ラドニク・ヴェリカ・ゴリツァ   | ラドニク・ヴェリカ・ゴリツァ セゲスタ ベリシュチェ パジンカ    |
| 1992     | 南部 (8チーム)  | プリモラツ・ストブレッチ       | ラドニク・ヴェリカ・ゴリツァ セゲスタ ベリシュチェ パジンカ    |
| 1992     | 西部 (4チーム)  | パジンカ                       | ラドニク・ヴェリカ・ゴリツァ セゲスタ ベリシュチェ パジンカ    |
| 1992-93  | 北部 (16チーム) | ドゥブラヴァ・ザグレブ         | ドゥブラヴァ・ザグレブ プリモラツ・ストブレッチ                |
| 1992-93  | 南部 (16チーム) | プリモラツ・ストブレッチ       | ドゥブラヴァ・ザグレブ プリモラツ・ストブレッチ                |
| 1993-94  | 北部 (16チーム) | マルソニア                     | マルソニア ネレトヴァ                                          |
| 1993-94  | 南部 (16チーム) | ネレトヴァ                     | マルソニア ネレトヴァ                                          |
| 1994-95  | 北部 (16チーム) | ムラドスト127スホポリェ        |                                                                |
| 1994-95  | 南部 (17チーム) | ウスコク・クリス               |                                                                |
| 1994-95  | 西部 (19チーム) | フルヴァツキ・ドラゴヴォリャツ |                                                                |
| 1995-96  | 北部 (16チーム) | スラヴェン・ベルポ             |                                                                |
| 1995-96  | 南部 (16チーム) | ユナク・シニ                   |                                                                |
| 1995-96  | 西部 (18チーム) | サモボル                       |                                                                |
| 1996-97  | 中部 (16チーム) | ルチュコ                       | なし                                                           |
| 1996-97  | 東部 (16チーム) | クロアチア・ジャコヴォ         | なし                                                           |
| 1996-97  | 北部 (16チーム) | ブドゥチノスト・ホドシャン     | なし                                                           |
| 1996-97  | 南部 (19チーム) | スプリト                       | なし                                                           |
| 1996-97  | 西部 (16チーム) | ヤドラン・ポレッチ             | なし                                                           |
| 1997-98  | 中部 (17チーム) | セゲスタ                       | ツィバリア                                                     |
| 1997-98  | 東部 (16チーム) | ツィバリア                     | ツィバリア                                                     |
| 1997-98  | 北部 (16チーム) | チャコヴェツ                   | ツィバリア                                                     |
| 1997-98  | 南部 (17チーム) | スプリト                       | ツィバリア                                                     |
| 1997-98  | 西部 (16チーム) | ヤドラン・ポレッチ             | ツィバリア                                                     |
| 1998-99  | 19チーム        | ヴコヴァル'91                  | ヴコヴァル'91 イストラ・プーラ                                 |
| 1999-00  | 17チーム        | マルソニア                     | マルソニア チャコヴェツ                                        |
| 2000-01  | 18チーム        | カメン・イングラド             | カメン・イングラド ポモラツ・コストレナ ザダル TŠKトポロヴァツ |
| 2001-02  | 北部 (16チーム) | ヴコヴァル'91                  | なし                                                           |
| 2001-02  | 南部 (16チーム) | イストラ・プーラ               | なし                                                           |
| 2002-03  | 北部 (16チーム) | マルソニア                     | マルソニア インケル・ザプレシッチ                              |
| 2002-03  | 南部 (16チーム) | インケル・ザプレシッチ         | マルソニア インケル・ザプレシッチ                              |
| 2003-04  | 北部 (16チーム) | メジムリェ                     | メジムリェ プーラ1856                                          |
| 2003-04  | 南部 (16チーム) | プーラ1856                     | メジムリェ プーラ1856                                          |
| 2004-05  | 北部 (16チーム) | ツィバリア                     | ツィバリア                                                     |
| 2004-05  | 南部 (16チーム) | ノヴァリャ                     | ツィバリア                                                     |
| 2005-06  | 北部 (16チーム) | ベリシュチェ                   | シベニク                                                       |
| 2005-06  | 南部 (16チーム) | シベニク                       | シベニク                                                       |
| 2006-07  | 16チーム        | インテル・ザプレシッチ         | インテル・ザプレシッチ ザダル                                  |
| 2007-08  | 16チーム        | クロアチア・セスヴェテ         | クロアチア・セスヴェテ                                         |
| 2008-09  | 16チーム        | イストラ1961                   | イストラ1961 カルロヴァツ ロコモティヴァ メジムリェ            |
| 2009-10  | 14チーム        | スプリト                       | スプリト フルヴァツキ・ドラゴヴォリャツ                        |
| 2010-11  | 16チーム        | ゴリツァ                       | ルチュコ                                                       |
| 2011-12  | 15チーム        | ドゥゴポリェ                   | なし                                                           |
| 2012-13  | 16チーム        | フルヴァツキ・ドラゴヴォリャツ | フルヴァツキ・ドラゴヴォリャツ                                 |
| 2013-14  | 12チーム        | ザグレブ                       | ザグレブ                                                       |
| 2014-15  | 12チーム        | インテル・ザプレシッチ         | インテル・ザプレシッチ                                         |
| 2015-16  | 12チーム        | ツィバリア                     | ツィバリア                                                     |
| 2016-17  | 12チーム        | ルデシュ                       | ルデシュ                                                       |
| 2017-18  | 12チーム        | ゴリツァ                       | ゴリツァ                                                       |
| 2018-19  | 14チーム        | ヴァラジュディン               | ヴァラジュディン                                               |
| 2019-20  | 16チーム        | シベニク                       | シベニク                                                       |
| 2020-21  | 18チーム        | フルヴァツキ・ドラゴヴォリャツ | フルヴァツキ・ドラゴヴォリャツ                                 |
| 2021-22  | 16チーム        | ヴァラジュディン               | ヴァラジュディン                                               |
| 2022-23  | 12チーム        |                                |                                                                |